# Desert View Highlands
Desert View Highlands est une localité de Californie dans le comté de Los Angeles. En 2010, la population était de 2 360 habitants.

## Démographie
| 1980  | 1990  | 2000  | 2010  | - | - |
| ----- | ----- | ----- | ----- | - | - |
| 2 175 | 2 154 | 2 337 | 2 360 | - | - |